# حسن کریمی
حسن کریمی (زاده ۱۳۴۲ - تهران) فیلم‌بردار و بازیگر اهل ایران است.

## بازیگر
- زیر درختان زیتون (۱۳۷۲)
- چشم شیشه‌ای (۱۳۶۹)
- مهاجر (۱۳۶۸)

## مدیر فیلم‌برداری
- پشت دیوار سکوت (۱۳۹۵)
- کارواجار (۱۳۹۵)
- ایستگاه آخر (اپیزود ملاقات) (۱۳۸۹)
- برف روی شیروانی داغ (۱۳۸۹)
- چسب زخم (اپیزود ملاقات) (۱۳۸۹)
- سیب و سلما (۱۳۸۹)
- شش و بش (۱۳۸۹)
- ملاقات (۱۳۸۹)
- یک جیب پر پول (۱۳۸۸)
- خیابان بیست و چهارم (۱۳۸۷)
- دلخون (۱۳۸۷)
- زخم شانه حوا (۱۳۸۶)
- کنعان (۱۳۸۶)
- آفتاب بر همه یکسان می‌تابد (۱۳۸۵)
- به آهستگی (۱۳۸۴)
- به نام پدر (۱۳۸۴)
- زاگرس (۱۳۸۴)
- به رنگ ارغوان (۱۳۸۳)
- قدمگاه (۱۳۸۲)
- دختری در قفس (۱۳۸۱)
- رقص در غبار (۱۳۸۱)

## جشنواره‌ها
- کاندیدای بهترین فیلم‌برداری (رقص در غبار) در بیست و یکمین دوره جشنواره فیلم فجر - ۱۳۸۱
- برنده سیمرغ بلورین بهترین فیلم برداری بیست و هشتمین دوره جشنواره فیلم فجر - ۱۳۸۸